# Глобално кашњење у развоју
Глобално кашњење у развоју је кровни термин који се користи када деца значајно касне у свом когнитивном и физичком развоју. Може се дијагностиковати када дете касни у једној или више прекретница, категорисано у моторичке вештине, говор, когнитивне вештине и друштвени и емоционални развој Обично постоји специфично стање које узрокује ово кашњење, као што је синдром фрагилног Х или друге хромозомске абнормалности. Међутим, понекад је тешко идентификовати ово основно стање.

## Узроци
Кашњење у развоју може бити узроковано сметњама у учењу, у ком случају се кашњење обично може превазићи временом и подршком - као што су физиотерапеути, радни терапеути и говорни и језички терапеути. Други узроци који могу узроковати трајно кашњење у развоју. Метаболички поремећаји чешће изазивају закашњење у развоју код старије деце, јер се тестирају многи урођени метаболички проблеми који се лако решавају. Употреба токсичних супстанци у трудноћи, посебно алкохола, може довести до кашњења у развоју ако утичу на неуролошки развој фетуса, као што је фетални алкохолни синдром. Иако постоје многи познати узроци кашњења, нека деца никада неће добити дијагнозу.